# Léon Désiré Alexandre
Pour les articles homonymes, voir Alexandre.
 Léon Désiré Alexandre  est un peintre français né dans le 7e arrondissement de Paris le 11 mars 1817 et mort dans le même arrondissement le 17 février 1886.

## Biographie

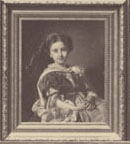
Étude d'enfant - Salon de 1867

Portraitiste et peintre de genre, Alexandre avait été élève de Léon Cogniet à l’école des Beaux-arts où il entra le 3 octobre 1834. Fils de Jean-Baptiste Alexandre et d'Adélaïde Philippine Lassagne, il débuta au Salon en 1839 et participa aux expositions parisiennes dans le domaine de la peinture de genre et du portrait. Il se fit surtout apprécier de l'administration des Beaux-arts par les copies qu'il réalisa des maîtres italiens. En 1877, il expose ainsi au Salon une copie de la Mort du Christ de Mantegna.
Alexandre épouse à Saint-Roch, le 29 avril 1848 dans le 2e arrondissement de Paris, Marie Sophie Germanie Devergie qui lui survivra. Ils eurent notamment Adélaïde Marie Françoise Léontine (née le 6 juin 1857 à Paris) qui épouse, le 23 juin 1887, un employé des postes, Marie Joseph Henri Boulanger. Les bancs avaient été publiés dès le 24 octobre 1886.
Léon Désiré Alexandre meurt en son domicile du 68 rue de Babylone, dans le 7e arrondissement, le soir du 17 février 1886, à l'âge de 69 ans.
Frédéric Buon, inspecteur des Beaux-arts chargé des expositions, jugeait en ces termes le talent de copiste d'Alexandre : « M. Léon Alexandre a exécuté déjà de belles copies pour l'administration. Il est plein d'amour et de conscience ».

## Œuvres
- Salon de 1839[n 3] : La Romance[2]
- Salon de 1847 : Portrait d'enfant[3]

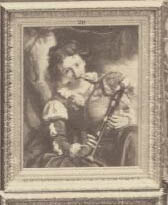
Heureux âge - Salon de 1870

- Salon de 1848 : Un garde-manger[4] : Tête de jeune fille, étude[5]
- Salon de 1849 : Après le marche'[6] ; Portrait de Mme A...[7] ; Portrait de Mme M...[8]
- Salon de 1851[n 4] : Le Cygne et le cuisinier (Fable de La Fontaine)[9] ; La tortue et les deux canards (Fable de La Fontaine)[10] ; Intérieur oriental[11] ; Le Lever[12]
- Salon de 1853 : Une femme à sa toilette[13]
- Salon de 1857 : La Folie[14] ; Bacchus et l'Amour[15],[n 5]
- 1858 : Une mère et son enfant[n 6] ; Intérieur[n 7]
- Salon de 1864 : Portrait d'enfant[16]
- Salon de 1865 : Portrait de Mme***[17]
- Salon de 1867 : Étude d'enfant[18]
- Salon de 1868 : La Madeleine[19]
- Salon de 1870 : Heureux âge[20]
- Moïse sauvé des eaux. Copie de la peinture de Bonifazio conservée à la Pinacothèque de Brera à Milan. Il s'agit d'une commande de l'État, en date du 14 novembre 1871 contre 8 000 francs. L'œuvre entra au musée des copies en 1873[n 8]. Elle fut ensuite transférée à l'école des Beaux-arts où elle figure sur la liste de 1874, portée sur l'inventaire général (2.459/204). Retirée de la collection, elle fut mise à la disposition du Dépôt des Œuvres d'Art de l'État, par un arrêté du 12 juin 1954.
- Le martyre de Sainte Catherine. Copie d'un tableau de Ferrari à Milan. Il s'agit d'une commande de l'État, en date du 9 octobre 1873 contre 10 000 francs. Destiné au musée des copies il ne fut jamais exposé car achevé trop tard[n 9]. Placé à l'école des Beaux-arts en janvier 1876, le tableau sera envoyé au musée de Saintes, par décision ministérielle, en janvier 1879.
- Salon de 1877 : Le Christ mort, dessin d'après Mantegna.